# Liste der Baudenkmäler in Bach an der Donau
Auf dieser Seite sind die Baudenkmäler in der Oberpfälzer Gemeinde Bach an der Donau zusammengestellt. Diese Tabelle ist eine Teilliste der Liste der Baudenkmäler in Bayern. Grundlage ist die Bayerische Denkmalliste, die auf Basis des Bayerischen Denkmalschutzgesetzes vom 1. Oktober 1973 erstmals erstellt wurde und seither durch das Bayerische Landesamt für Denkmalpflege geführt wird. Die folgenden Angaben ersetzen nicht die rechtsverbindliche Auskunft der Denkmalschutzbehörde.
 Die Liste gibt den Fortschreibungsstand vom 3. Juli 2018 wieder und umfasst sechs Baudenkmäler.

## Baudenkmäler nach Ortsteilen

### Bach an der Donau
| Lage                      | Objekt                                                      | Beschreibung                                                                                | Akten-Nr.             | Bild                                                        |
| ------------------------- | ----------------------------------------------------------- | ------------------------------------------------------------------------------------------- | --------------------- | ----------------------------------------------------------- |
| Hauptstraße 1b (Standort) | Kelterhaus, sogenanntes Presshäusl, später Baierwein-Museum | Eingeschossiger Flachsatteldachbau, spätgotisch, wohl 15./16. Jahrhundert; mit Ausstattung. | D-3-75-116-6 Wikidata | Kelterhaus, sogenanntes Presshäusl, später Baierwein-Museum |
| Hauptstraße 30 (Standort) | Wohnhaus eines ehemaligen Dreiseithofes                     | Zweigeschossiger und giebelständiger Mansarddachbau mit Halbwalm, Anfang 19. Jahrhundert.   | D-3-75-116-1 Wikidata | Wohnhaus eines ehemaligen Dreiseithofes                     |
| Hauptstraße 47 (Standort) | Ehemaliges Schulhaus, jetzt Rathaus                         | Dreigeschossiger Walmdachbau mit gebändertem Erdgeschoss, historistisch, um 1890.           | D-3-75-116-3 Wikidata | weitere Bilder                                              |
| Kirchgasse 2 (Standort)   | Langhaus und Chor der katholischen Pfarrkirche Mariä Geburt | Saalbau mit eingezogenem Chor und Chorturm, 1712 (Langhaus 1979); mit Ausstattung.          | D-3-75-116-5 Wikidata | weitere Bilder                                              |

### Demling
| Lage                   | Objekt                               | Beschreibung | Akten-Nr.             | Bild           |
| ---------------------- | ------------------------------------ | --- | --------------------- | -------------- |
| Austraße 39 (Standort) | Katholische Filialkirche St. Andreas | Saalbau mit eingezogenem Chor und Flankenturm mit Zwiebelhaube und Putzgliederungen, 17. Jahrhundert, 1990/91 erweitert; Friedhofsmauer, barock. | D-3-75-116-8 Wikidata | weitere Bilder |

### Frengkofen
| Lage                      | Objekt                                    | Beschreibung | Akten-Nr.             | Bild           |
| ------------------------- | ----------------------------------------- | --- | --------------------- | -------------- |
| Donaustraße 12 (Standort) | Katholische Filialkirche St. Bartholomäus | Saalbau mit eingezogenem Chor und Dachreiter mit verschindelter Zwiebelhaube, um 1400, Umgestaltung 17./18. Jahrhundert, mit Hochwassermarke, Gusseisen, bezeichnet mit „1845“. | D-3-75-116-9 Wikidata | weitere Bilder |

## Ehemalige Baudenkmäler
| Lage                      | Objekt   | Beschreibung                                                                                            | Akten-Nr.             | Bild     |
| ------------------------- | -------- | --- | --------------------- | -------- |
| Hauptstraße 41 (Standort) | Wohnhaus | Eingeschossiger und giebelständiger Halbwalmdachbau mit verputztem Blockbau-Kniestock, 18. Jahrhundert. | D-3-75-116-2 Wikidata | Wohnhaus |